# 本多助寵
本多 助寵（ほんだ すけたか）は、信濃飯山藩の第9代藩主。広孝系本多家13代。

## 生涯
嘉永7年（1854年）5月13日、第7代藩主・本多助実の八男として生まれる。慶応4年（1868年）7月23日、兄助成の隠居により家督を相続した。しかし病弱だったため、政務は隠居していた父の助実が代行した。
明治2年（1869年）6月2日、北越戦争出兵への賞典禄として、明治政府から5000両を賜る。同年6月22日、版籍奉還にともない、飯山藩知事に就任した。その直後の8月14日に死去した。享年16。しかし、明治政府には死亡を隠して隠居届を提出したため、公的には以下のような経歴になっている。
同年8月24日、従五位となる。同年9月2日、隠居して実父の助実に家督を譲った。同年9月18日、死去した。

## 系譜
父母
- 本多助実（実父）
- 本多助成（養父）